# Vereinigte Deutsche Linke
Die Vereinigte Deutsche Linke war eine deutschfreiheitliche Partei in Altösterreich, die von 1888 bis 1897 einen Parlamentsklub im Abgeordnetenhaus des Reichsrates bildete. 

## Hintergrund
Die Vereinigte Deutsche Linke entstand im November 1888 durch den Zusammenschluss des Deutschösterreichischen Klubs mit dem Deutschen Klub. Die wichtigsten Ziele der Partei waren: Erhaltung der Staatseinheit der Donaumonarchie, Wahrung und Stärkung des deutschen Einflusses in der Verwaltung und Regierung, Schutz für die freiheitliche Schule. Bis zu seinem Eintritt in die Regierung 1893 war Ernst von Plener Klubobmann, danach Josef Alfred Heilsberg. 
Im November 1893 übernahm die Vereinigte Deutsche Linke in einer Koalition mit dem Polenklub und dem konservativen „Hohenwart“-Klub Regierungsverantwortung im Ministerium Windisch-Grätz, in dem der Liberale Ernst von Plener Finanzminister war. Aufgrund eines Streits um die Einrichtung von slowenischen Parallelklassen am deutschen Untergymnasium in Cilli/Celje (Untersteiermark) trat die Vereinigte Deutsche Linke im Juni 1895 aus der Koalition aus, woraufhin die Regierung Windisch-Grätz abgelöst wurde. 
1896 wurde in mehreren Kronländern eine Deutsche Fortschrittspartei gegründet, die auf Reichsebene zunächst noch unter dem Dach der Vereinigten Deutschen Linken verblieb. Doch schon im November 1896 trat die Fortschrittspartei in Böhmen unter Führung von Anton Pergelt aus der Vereinigten Deutschen Linken aus. Die Partei zerfiel nun zusehends. Auch die 1896 gegründete, deutschnational ausgerichtete Deutsche Volkspartei von Otto Steinwender warb um nationalgesinnte Mitglieder der Vereinigten Deutschen Linken. Bei den Wahlen zum Abgeordnetenhaus 1897 verlor das deutschliberale Lager zahlreiche Sitze an die Deutschnationalen. Nach dem Ausscheiden der Fortschrittspartei und des Verfassungstreuen Großgrundbesitzes aus der Vereinigten Deutschen Linken bildete ein Teil der verbliebenen „Altliberalen“ ab 1897 die Freie Deutsche Vereinigung, der zunächst Max Mauthner und von 1899 bis zu ihrer Auflösung 1901 Julius von Kink vorstand.